# Équipe de Slovénie de football au Championnat d'Europe 2000

L'équipe de Slovénie de football participe à son 1er championnat d'Europe lors de l'édition 2000 qui se tient en Belgique et aux Pays-Bas du 10 juin 2000 au 2 juillet 2000. Les Slovènes se classent derniers du groupe C et sont ainsi éliminés lors de la phase de poule.

## Phase qualificative
La phase qualificative est composée de neuf groupes et les neuf vainqueurs de poule ainsi que le meilleur deuxième sont qualifiés. Les huit autres deuxièmes s'affrontent en barrages d'où sortent quatre vainqueurs. Ces quatorze équipes accompagnent la Belgique et les Pays-Bas, qualifiés d'office pour l'Euro 2000 en tant que pays organisateur. La Slovénie termine 2e du groupe 2 et elle bat l'Ukraine en barrage.
| Rang | Équipe   | Pts | J  | G | N | P | Bp | Bc | Diff |  | Résultats (▼ dom., ► ext.) |     |     |     |     |     |     |
| ---- | -------- | --- | -- | - | - | - | -- | -- | ---- |  | -------------------------- | --- | --- | --- | --- | --- | --- |
| 1    | Norvège  | 25  | 10 | 8 | 1 | 1 | 21 | 9  | +12  |  | Norvège                    |     | 4-0 | 1-0 | 1-3 | 2-2 | 1-0 |
| 2    | Slovénie | 17  | 10 | 5 | 2 | 3 | 12 | 14 | -2   |  | Slovénie                   | 1-2 |     | 0-3 | 1-0 | 2-0 | 2-1 |
| 3    | Grèce    | 15  | 10 | 4 | 3 | 3 | 13 | 8  | +5   |  | Grèce                      | 0-2 | 2-2 |     | 1-2 | 2-0 | 3-0 |
| 4    | Lettonie | 13  | 10 | 3 | 4 | 3 | 13 | 12 | +1   |  | Lettonie                   | 1-2 | 1-2 | 0-0 |     | 0-0 | 1-0 |
| 5    | Albanie  | 7   | 10 | 1 | 4 | 5 | 8  | 14 | -6   |  | Albanie                    | 1-2 | 0-1 | 0-0 | 3-3 |     | 2-1 |
| 6    | Géorgie  | 5   | 10 | 1 | 2 | 7 | 8  | 18 | -10  |  | Géorgie                    | 1-4 | 1-1 | 1-2 | 2-2 | 1-0 |     |

| Équipe 1 | Résultat | Équipe 2 | Aller | Retour |
| -------- | -------- | -------- | ----- | ------ |
| Slovénie | 3 - 2    | Ukraine  | 2 - 1 | 1 - 1  |

## Phase finale

### Phase de groupe
| Groupe C |                |     |   |   |   |   |    |    |      |
|          | Équipe         | Pts | J | G | N | P | BP | BC | Diff |
| 1        | Espagne        | 6   | 3 | 2 | 0 | 1 | 6  | 5  | +1   |
| 2        | RF Yougoslavie | 4   | 3 | 1 | 1 | 1 | 7  | 7  | 0    |
| 3        | Norvège        | 4   | 3 | 1 | 1 | 1 | 1  | 1  | 0    |
| 4        | Slovénie       | 2   | 3 | 0 | 2 | 1 | 4  | 5  | -1   |

| 13 juin 20h45 | Espagne        | 0 | 1 | Norvège        |
| 13 juin 20h45 | RF Yougoslavie | 3 | 3 | Slovénie       |
| 18 juin 18h00 | Slovénie       | 1 | 2 | Espagne        |
| 18 juin 20h45 | Norvège        | 0 | 1 | RF Yougoslavie |
| 21 juin 18h00 | RF Yougoslavie | 3 | 4 | Espagne        |
| 21 juin 18h00 | Slovénie       | 0 | 0 | Norvège        |

| 13 juin 2000                      | RF Yougoslavie                    | 3 - 3 | Slovénie                      | Stade du Pays de Charleroi, Charleroi               |                                                     |
| 20:45 · Historique des rencontres | Milošević 67e, 73e · Drulović 70e |       | Zahovič 23e, 57e · Pavlin 52e | Spectateurs : 15 000 Arbitrage : Vítor Melo Pereira | Spectateurs : 15 000 Arbitrage : Vítor Melo Pereira |
| 20:45 · Historique des rencontres | (Rapport)                         |       |                               | Spectateurs : 15 000 Arbitrage : Vítor Melo Pereira | Spectateurs : 15 000 Arbitrage : Vítor Melo Pereira |

| 18 juin 2000                      | Slovénie    | 1 - 2 | Espagne                  | Amsterdam ArenA, Amsterdam                   |                                              |
| 18:00 · Historique des rencontres | Zahovič 59e |       | Raúl 4e · Etxeberria 60e | Spectateurs : 45 000 Arbitrage : Markus Merk | Spectateurs : 45 000 Arbitrage : Markus Merk |
| 18:00 · Historique des rencontres | (Rapport)   |       |                          | Spectateurs : 45 000 Arbitrage : Markus Merk | Spectateurs : 45 000 Arbitrage : Markus Merk |

| 21 juin 2000                      | Slovénie  | 0 - 0 | Norvège | Gelredome, Arnhem                            |                                              |
| 18:00 · Historique des rencontres |           |       |         | Spectateurs : 22 000 Arbitrage : Graham Poll | Spectateurs : 22 000 Arbitrage : Graham Poll |
| 18:00 · Historique des rencontres | (Rapport) |       |         | Spectateurs : 22 000 Arbitrage : Graham Poll | Spectateurs : 22 000 Arbitrage : Graham Poll |

## Effectif
Sélectionneur : Srečko Katanec
| No. | Pos.      | Joueur           | Date de naissance et âge | Sélec. | Club                     |
| --- | --------- | ---------------- | ------------------------ | ------ | ------------------------ |
| 1   | Gardien   | Marko Simeunovič | 6 décembre 1967          | 26     | Maribor                  |
| 2   | Défenseur | Spasoje Bulajič  | 24 novembre 1975         | 8      | Cologne                  |
| 3   | Défenseur | Željko Milinovič | 22 avril 1976            | 16     | LASK                     |
| 4   | Défenseur | Darko Milanič    | 18 décembre 1967         | 40     | Sturm Graz               |
| 5   | Défenseur | Marinko Galič    | 22 avril 1970            | 50     | Maribor                  |
| 6   | Défenseur | Aleksander Knavs | 5 décembre 1975          | 21     | Wacker Innsbruck         |
| 7   | Milieu    | Džoni Novak      | 4 septembre 1969         | 47     | Sedan                    |
| 8   | Défenseur | Aleš Čeh         | 7 avril 1968             | 51     | Grazer                   |
| 9   | Attaquant | Sašo Udovič      | 13 décembre 1968         | 37     | LASK                     |
| 10  | Milieu    | Zlatko Zahovič   | 1er février 1971         | 46     | Olympiakos               |
| 11  | Milieu    | Miran Pavlin     | 8 octobre 1971           | 24     | Karlsruher               |
| 12  | Gardien   | Mladen Dabanovič | 13 septembre 1971        | 12     | Lokeren                  |
| 13  | Milieu    | Mladen Rudonja   | 26 juillet 1971          | 37     | Saint-Trond              |
| 14  | Défenseur | Saša Gajser      | 11 février 1974          | 5      | La Gantoise              |
| 15  | Milieu    | Rudi Istenič     | 10 janvier 1971          | 17     | Uerdingen                |
| 16  | Défenseur | Anton Žlogar     | 24 janvier 1977          | 1      | Gorica                   |
| 17  | Attaquant | Ermin Šiljak     | 11 mai 1973              | 19     | Servette                 |
| 18  | Attaquant | Milenko Ačimovič | 15 février 1977          | 20     | Étoile rouge de Belgrade |
| 19  | Défenseur | Amir Karić       | 31 décembre 1973         | 24     | Maribor                  |
| 20  | Attaquant | Milan Osterc     | 4 juillet 1975           | 20     | Olimpija Ljubljana       |
| 21  | Milieu    | Zoran Pavlovič   | 27 juin 1976             | 4      | Dinamo Zagreb            |
| 22  | Gardien   | Dejan Nemec      | 1er mars 1977            | 0      | Mura                     |

## Navigation